# Plainsboro Township
Plainsboro Township – miejscowość w hrabstwie Middlesex w stanie New Jersey w USA.
- Liczba ludności (2000) - ok. 20,2 tys.
- Powierzchnia – 31,7 km², z czego 30,7 km² to powierzchnia lądowa, a 1 km² wodna